# いのちの限り
「いのちの限り」（いのちのかぎり）は、2006年1月25日に発売された天童よしみのシングル。

## 解説
- 作詞は前々作「花吹雪」のカップリング曲「流れ星」を作詞した荒木とよひさが、作曲は「酔ごころ」や「酒きずな」など、過去に天童の楽曲を幾つか手掛けている水森英夫が、それぞれ担当した。

## 収録曲
- 全曲作詞：荒木とよひさ

1. いのちの限り (4分42秒)
作曲：水森英夫／編曲：南郷達也
2. 浜夕顔 (5分25秒)
作曲：四方章人／編曲：前田俊明

## 収録アルバム
いのちの限り
- ベスト『天童よしみ2007年全曲集』（2006年11月22日）
- ベスト『紅〜くれない〜ベストセレクション』（2007年6月1日）
- オムニバス『最新演歌ヒット曲集』（2007年3月21日）

浜夕顔
- ベスト『天童よしみ2007年全曲集』（2006年11月22日）